# Râul Berghia
Râul Berghia este un curs de apă, afluent al râului Cuieșd. 

## Hărți
- Harta județului Mureș